# Ђ
Ђ, ђ (Dzie) – litera cyrylicy, szósta litera alfabetu w języku serbskim, reprezentuje dźwięk [ʥ].

## Kodowanie
| Znak                   | Ђ                           | Ђ                           | ђ                         | ђ                         |
| ---------------------- | --------------------------- | --------------------------- | ------------------------- | ------------------------- |
| Nazwa w Unikodzie      | Cyrillic Capital Letter Dje | Cyrillic Capital Letter Dje | Cyrillic Small Letter Dje | Cyrillic Small Letter Dje |
| Kodowanie              | dziesiątkowo                | szesnastkowo                | dziesiątkowo              | szesnastkowo              |
| Unicode                | 1026                        | U+0402                      | 1106                      | U+0452                    |
| UTF-8                  | 208 130                     | d0 82                       | 209 146                   | d1 92                     |
| Odwołania znakowe SGML | &#1026;                     | &#x0402;                    | &#1106;                   | &#x0452;                  |
| Macintosh Cyrillic     | 171                         | AB                          | 172                       | AC                        |
| ISO 8859-5             | 162                         | A2                          | 242                       | F2                        |
| Windows-1251           | 128                         | 80                          | 144                       | 90                        |
| Code page 855          | 129                         | 81                          | 128                       | 80                        |